# Neodiprion nanulus
Neodiprion nanulus är en stekelart som beskrevs av Schedl. Neodiprion nanulus ingår i släktet Neodiprion och familjen barrsteklar. Inga underarter finns listade i Catalogue of Life.